# آی‌پی‌فایروال

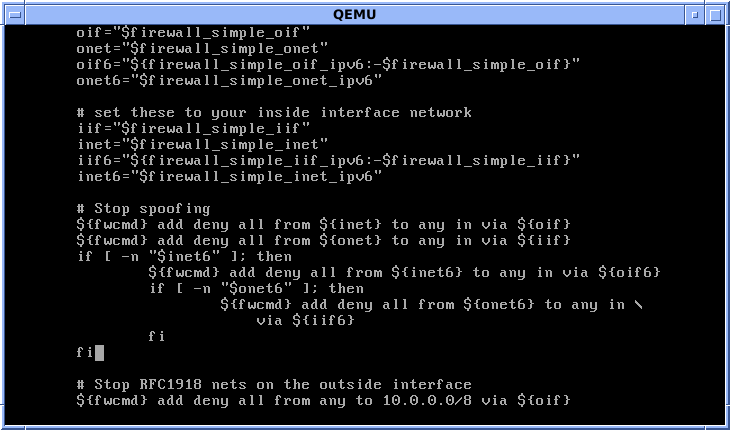
فایروال در cmd

آی‌پی‌فایروال (به انگلیسی: ipfirewall) که به اختصار ipfw هم نوشته می‌شود، یک فایروال حالتمند برای سیستم‌عامل فری‌بی‌اس‌دی است. این دیواره آتش توسط مشارکت کنندگان داوطلب در پروژه فری‌بی‌اس‌دی نوشته شده است. این فایروال دارای قابلیت‌هایی مانند تصفیه بسته‌ها بر اساس شروطی خاص، شکل‌دهی ترافیک، برگردان نشانی شبکه در درون هسته، هدایت بسته‌ها به مقصدی دیگر و ... می‌باشد. ipfw اولین بار در نسخه ۲٫۰ سیستم‌عامل فری‌بی‌اس‌دی معرفی شد و از آن به بعد همیشه در نصب پیشفرض فری‌بی‌اس‌دی قرار داشته است. البته امروزه با قرار گرفتن فایروالی دیگر به نام پی‌اف در نصب پیشفرض، کمتر کسی از ipfw استفاده می‌کند.